# Dede Korkut
Knjiga Dede Korkut ili Knjiga Korkut Ata (  کتاب دده قورقود,) je najpoznatija epska priča o Turcima Oghuzima. Priče nose moralne vrijednosti značajne za društveni život nomadskih turskih naroda i njihova predislamska uvjerenja. Mitska pripovijest o knjizi dio je kulturne baštine turskog narod oghuskog porijekla uglavnom s područjaTurske, Azerbejdžana i Turkmenistana .
Do 2018. godine smatralo da postoje dva rukopisa ove knjige koji se čuvaju u Vatikanu i Dresdenu. Međutim, otkrićem Gonbadova rukopisa knjizi je dodan novi dio. Jezik gonbadskog rukopisa mješovitog je karaktera i prikazuje živopisne karakteristike razdoblja prijelaza iz kasnijeg starog oguškog turcizma u ranonovovjekovni turkizam iranskog Azerbejdžana. Međutim, postoje i ortografske, leksičke i gramatičke strukture svojstvene ujgurskom jeziku, što pokazuje da je djelo izvorno napisano na području između Syrdarye i Anatolije, a kasnije prerađeno za vrijeme safavidskom Carstvu u drugoj polovici 16. stoljeća. Kasnije je ponovno kopiran u drugoj polovici 18. stoljeća u razdoblju Kadžarskog Carstva.
Epske priče o Dede Korkutu neke su od najpoznatijih turskih dastana koje čine više od 1.000 zabilježenih epova napisanim na mongolskim i turskim jezicima.

## Porijeklo
Dede Korkut je legenda, poznat i pod imenom Oghuz-nameh , koja započinje u Srednjoj Aziji, nastavlja se u Anadoliji, a najveći dio svoje radnje usredotočuje na azerbejdžanski Kavkaz . Prema Bartholdu, "nije moguće pretpostaviti da je ovaj dastan mogao biti napisan bilo gdje osim na Kavkazu".
Za turske narode, posebno ljude koji se identificiraju kao Oghuz, to je glavno spremište etničkog identiteta, povijesti, običaja i sustava vrijednosti turskih naroda kroz povijest. Obilježava borbu za slobodu u vrijeme kada su Turci Oghuz bili pastirski narod, iako je "jasno da su priče stavljene u današnji oblik u vrijeme kada Turci Oghuz porijeklom više nisu sebe smatrali Oghuzima". Od sredine 10. stoljeća, pojam 'Oghuz' među samim Turcima postupno je zamijenio "Turcoman" (Turkmen); taj je postupak dovršen početkom 13. stoljeća. Turkomani su bili oni Turci, uglavnom, ali ne isključivo Oghuz, koji su prihvatili islam i počeli voditi sjedilački život od svojih predaka. U 14. stoljeću federacija Oghuza, ili, kako su ih do tada nazivali, turkomanskih plemena, koji su se nazivali Ak-koyunlu, uspostavila je dinastiju koja je vladala istočnom Turskom, Azerbejdžanom, Irakom i zapadnim Iranom.
 

## Vanjske poveznice
- Epics  Arhivirana inačica izvorne stranice od 5. siječnja 2012. (Wayback Machine)  , četiri izdanja knjige Dede Korkut u arhivi Uysal-Walker turskog usmenog pripovijedanja, Texas Tech University, 2000–2007
- Članak Dade Gorgud "Majka svih knjiga" u časopisu Azerbaijan International
- Prvi i drugi dio filma Dede Korkut iz 1975. (in Azerbaijani)
- Knjiga Dedea Korkuta u dresdenskoj knjižnici
- КНИГА ДЕДА КОРКУТА. Восточная Литература - библиотека текстов Средневековья